# LEOP
LEOP（英: Launch and Early Orbit Phase）とは宇宙機の打上げから初期運用までのことを指し、宇宙機の運用において重大な局面の一つである。
宇宙機がロケットから分離して目的の軌道に投入されるまで、運用スタッフは24時間体制で機体の様々なサブシステムの起動、監視、制御を行う。この作業にはアンテナやソーラーパネル、リフレクターなどの装置の展開および姿勢制御マヌーバが含まれている。
通常静止衛星はロケットによって静止トランスファー軌道に投入される。衛星はこの楕円軌道からアポジキックモーターによって静止軌道へと軌道変更するが、一般的にLEOPはこのシークエンスを含んでいる。